# Pápateszér
Pápateszér là một thị trấn thuộc hạt Veszprém, Hungary. Thị trấn này có diện tích 30,74 km², dân số năm 2010 là 1186 người, mật độ 39 người/km².